# 翁夫拉多斯
翁夫拉多斯，是西班牙卡斯蒂利亚-拉曼恰瓜达拉哈拉省的一个市镇。总面积38平方公里，总人口42人（2001年），人口密度1人/平方公里。